# Micrixalus herrei

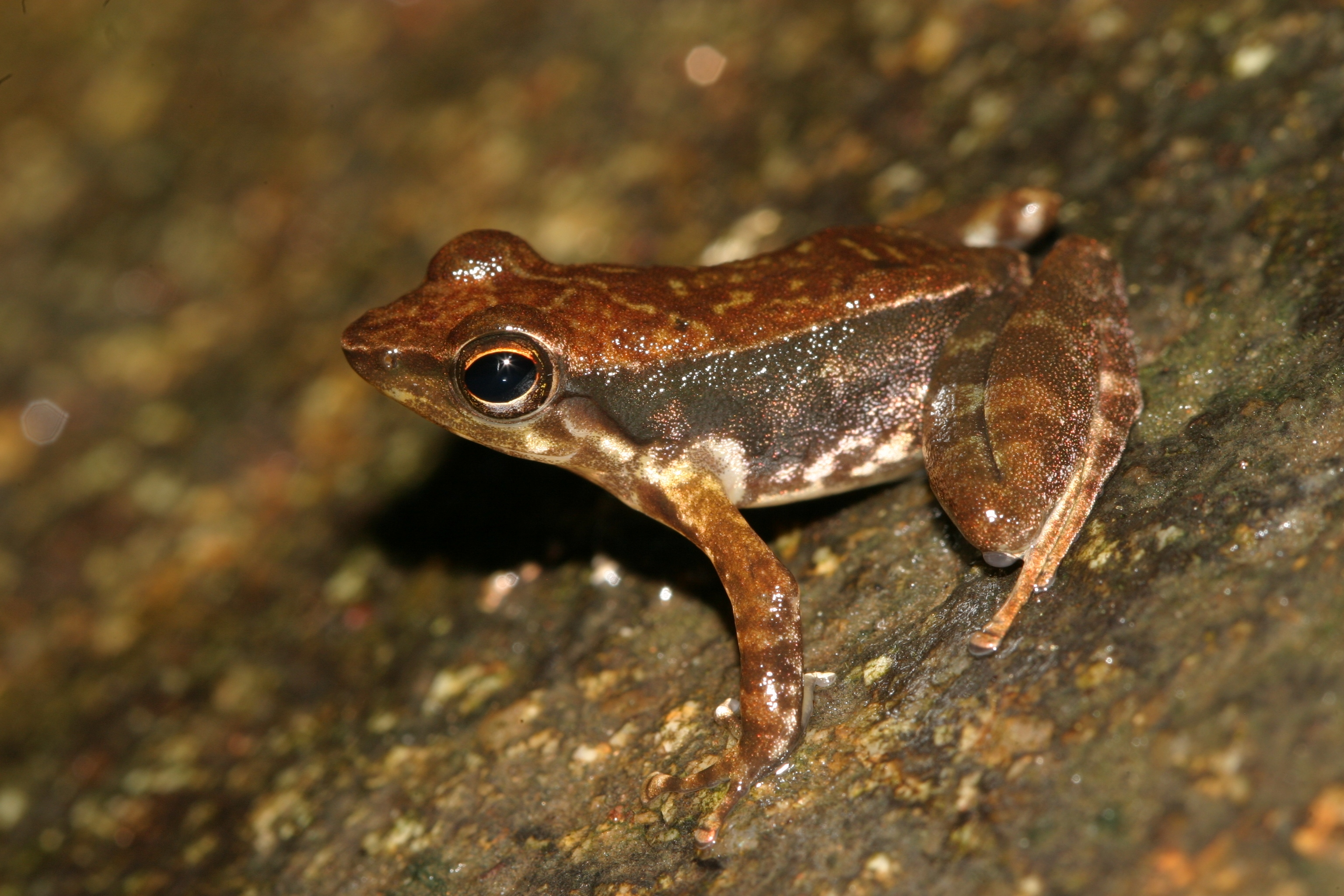
Micrixalus herrei

Micrixalus herrei es una especie de anfibio anuro de la familia Micrixalidae.

## Distribución geográfica
Esta especie es endémica de la India. Habita en Tamil Nadu en los distritos de Kanniyakumari y Tirunelveli y en Kerala en los distritos de Thiruvananthapuram y Kollam en Ghats occidentales.

## Descripción
El topotipo masculino mide 17.7 mm.

## Taxonomía
Micrixalus herrei considerado por Robert Frederick Inger en 1984 como un sinónimo de Micrixalus fuscus fue identificado por su sinonimia por Biju, Garg, Gururaja, Shouche y Walujkar en 2014.

## Etimología
Esta especie lleva el nombre en honor a Albert William Herre.

## Publicación original
- Myers, 1942 : A new frog of the genus Micrixalus from Travancore. Proceedings of the Biological Society of Washington, vol. 55, p. 71–74[4]